# Традиция
Традицията представлява онези ценности, умения и практики, които отразяват същностните характеристики на всяко общество и които то съхранява във времето, предавайки ги от поколение на поколение. Традицията включва обичаите, езика, церемониите, вярванията и институциите, които или са утвърдени в живота на съответното общество, или на тях се придава особена стойност в настоящето – морална, религиозна, образователна или политическа.
Когато традицията бъде заплашена от влиянието на външен за съответното общество модел, членовете на обществото решават кое от традиционния модел да бъде запазено и кое от новия модел да бъде възприето, тъй като традицията обхваща много от елементите, изграждащи идентичността им като общество и не могат да бъдат изоставени. Например при сблъсъка между Изтока и Запада по време на европейската колонизация в Азия повечето източни общества приемат технологичните нововъведения, но запазват обичаите, религията, културата и изкуството си, както и някои особености от устройството на семейния живот.
Традицията става обект на изследване от социалните науки през 19 век, когато започва да се проявява различието между „традиционно“ и „модерно“ (то е резултат от значителното развитие на технологиите, развитието на науката, разширяването на световната търговия и т.н.). Понякога националистически движения използват традицията, нейните характерни елементи и практики в дадена държава за легитимиране на своите претенции към властта, като така се проявява противопоставяне между „модернизаторите“, които са обвинявани, че отстъпват от традицията, и „традиционалистите“, които се стремят да я запазят. В Европа резултатът от влиянието на настъпващата модернизация върху жизнеността на традицията е в това, че традиционалистите приемат не нуждата от запазване на състоянието на обществото без промяна, а необходимостта от съхраняване на традицията чрез постоянната ѝ реформа и адаптация към променящите се социални условия.
 : Статията се основава на или съдържа материал от Краткия политически речник на термините на Българското училище за политика.